# Paweł Tarnowski

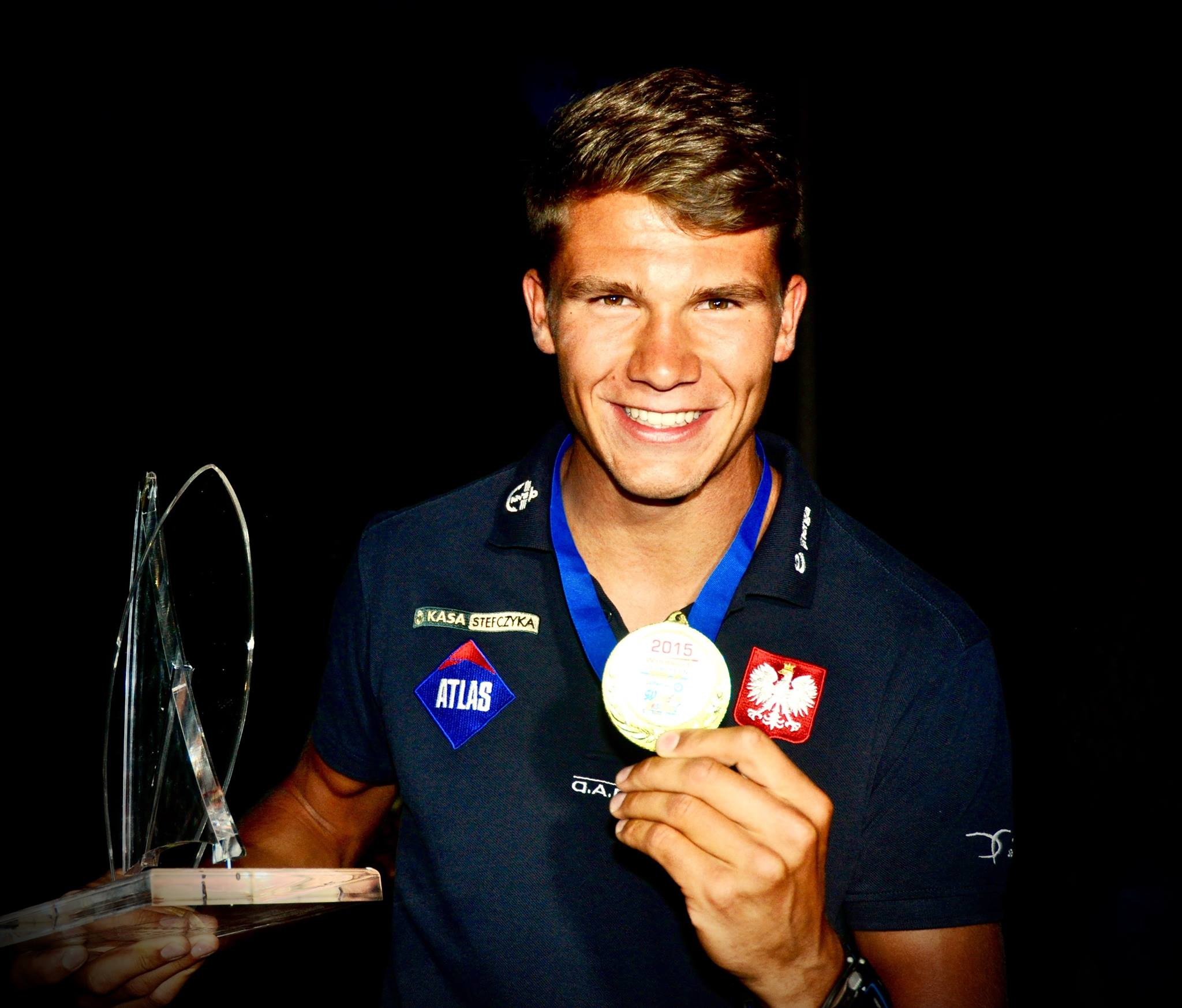
Paweł Tarnowski med en medalj.
Foto taget av: Paweł Paterek.

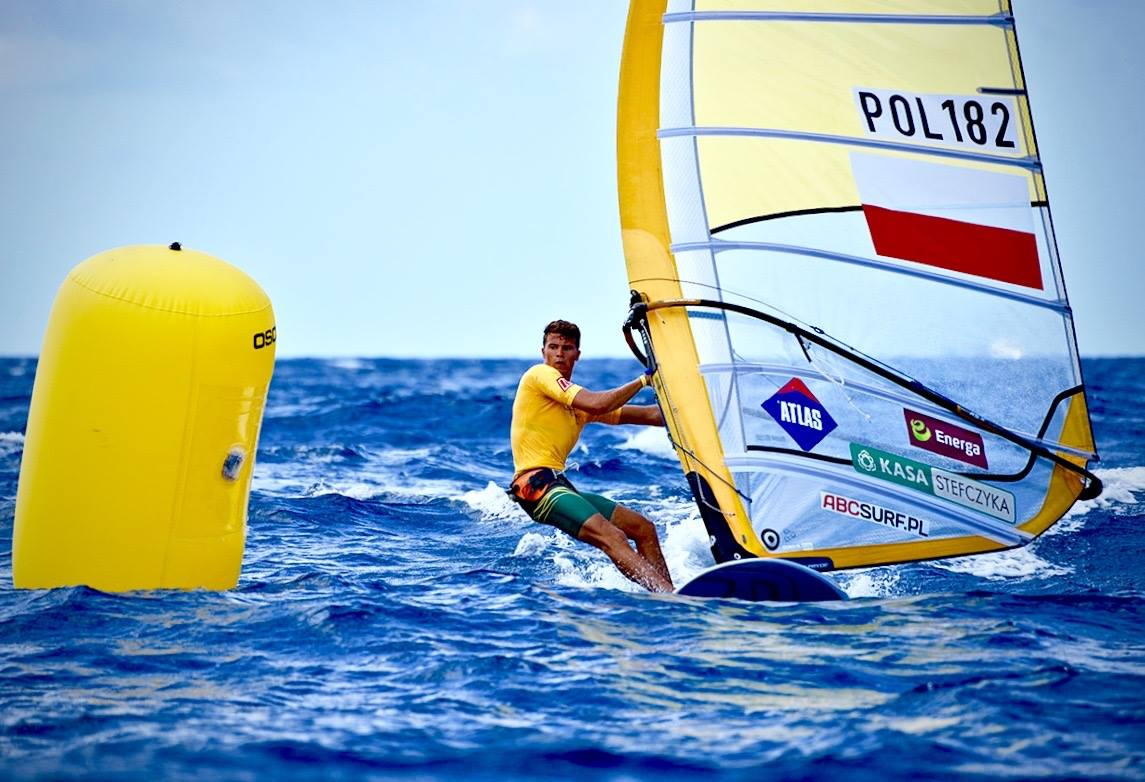
Paweł Tarnowski i Mondello på Sicilien i juni 2015.
Foto taget av: Paweł Paterek.

Paweł Tarnowski, född den 3 april 1994 i Gdynia, är en polsk vindsurfare.
Paweł började vindsurfa redan som 12-åring och började snabbt tävla i olika race. Han både simmade och övade windsurfing när han var yngre. Han valde sedan att satsa på vindsurfing. Han är en av de bästa spelarna juniorer från 2010. Tarnowski vann EM 2015 i Sicilien.
År 2010 deltog han i tävlingar RS:X Baltic Cup i Landskrona, men förlorade; men sedan skulle han cykla genom Sverige.
Han förekommer ibland som modell, bland annat i Atlas reklamkampanj  och på omslaget till Superheroes : Chapter One – Courage av Orchestral Synthphonia .

## Meriter[6]
| År   | Position | Typ av båt               | Åldersklass | Tävling                                                                           |
| 2024 |          | RS:X FW                  | Senior      | 2024 iQFOiL European Championship Cagliari                                        |
| 2024 |          | RS:X FW                  | Senior      | 2024 iQFOiL World Championships på Lanzarote                                      |
| 2023 |          | RS:X FW                  | Senior      | iQFOIL International Games 2023 på Lanzarote                                      |
| 2022 |          | RS:X FW                  | Senior      | 2022 iQFoil International Games i Terceira - Azorerna                             |
| 2019 |          | RS:X                     | Senior      | XIV Andalusian Olympic Week Bay of Cadiz i Cádiz                                  |
| 2018 |          | RS:X                     | Senior      | Konsal Formula Windsurfing European Championships 2018 i Puck                     |
| 2018 |          | RS:X FW                  | Senior      | Konsal Formula Windsurfing European Championships 2018 i Puck                     |
| 2018 |          | RS:X                     | Senior      | 49 Europacuptävlingarna Trofeo Princesa Sofia i Palma de Mallorca                 |
| 2018 |          | RS:X                     | Senior      | XIII Andalusian Olympic Week Bay of Cadiz i Cádiz                                 |
| 2017 |          | RS:X                     | Senior      | ISAF Sailing World Cup i Gamagori                                                 |
| 2017 |          | RS:X                     | Senior      | 48 Europacuptävlingarna Trofeo Princesa Sofia i Palma de Mallorca                 |
| 2017 |          | RS:X                     | Senior      | XVII Carnival Trophy i El Puerto de Santa María                                   |
| 2016 |          | RS:X                     | Senior      | 2016 RS:X European Windsurfing Championships & Open Trophy w Helsingfors, Finland |
| 2016 |          | RS:X                     | Senior      | ISAF Sailing World Cup ISAF i Hyères                                              |
| 2016 |          | RS:X                     | Senior      | 47 Europacuptävlingarna Trofeo Princesa Sofia i Palma de Mallorca                 |
| 2015 |          | RS:X                     | Senior      | RS:X EM i Mondello, Sicilien                                                      |
| 2015 |          | RS:X                     | Senior      | Delta Lloyd Regatta 2015 i Medemblik, Nederländerna                               |
| 2014 |          | RS:X U-21                | Senior      | 2014 VM i Santander, Spanien                                                      |
| 2014 |          | RS:X                     | Senior      | 2014 RS:X Europacupen i Medemblik, Nederländerna                                  |
| 2014 |          | RS:X U-21                | Senior      | 2014 RS:X EM i Çeşme, Turkiet                                                     |
| 2014 |          | RS:X                     | Senior      | 2014 RS:X Spanska öppna mästerskapen i Cádiz, Spanien                             |
| 2014 |          | RS:X                     | Senior      | 2014 RS:X Öppna Brasilianska mästerskapen i Rio de Janeiro, Brasilien             |
| 2013 |          | RS:X U-21                | Senior      | 2013 VM i Buzios, Brasilien                                                       |
| 2013 |          | RS:X                     | Senior      | 2013 RS:X Europacupen i Medemblik, Nederländerna                                  |
| 2013 |          | RS:X U-21                | Senior      | 2013 EM i Brest, Frankrike                                                        |
| 2012 |          | RS:X                     | Junior      | 2012 RS:X VM i Pescadorerna, Taiwan                                               |
| 2012 |          | RS:X U-21                | Junior      | VM i Cádiz, Spanien                                                               |
| 2012 |          | RS:X                     | Junior      | 2012 EM i Tallinn, Estland                                                        |
| 2012 |          | RS:X U-21                | Junior      | 2012 EM i Madeira, Portugal                                                       |
| 2011 |          | RS:X                     | Junior      | 2011 RS:X VM i Sardinien, Italien                                                 |
| 2010 |          | RS:X U-17                | Junior      | 2010 EM i Burgas, Bulgarien                                                       |
| 2010 |          | RS:X                     | Junior      | 2010 RS:X VM i Istanbul, Turkiet                                                  |
| 2010 |          | RS:X                     | Junior      | VM i Limassol, Cypern                                                             |
| 2010 |          | RS:X U-17                | Junior      | VM i Limassol, Cypern                                                             |
| 2010 |          | RS:X U-17                | Junior      | 2010 EM i Sopot, Polen                                                            |
| 2010 |          | RS:X                     | Junior      | 2010 Spain RS:X Spanska öppna mästerskapen i Cádiz, Spanien                       |
| 2008 |          | RS:X (Techno 293 Class.) | Junior      | 2008 VM i Sopot, Polen                                                            |
| 2007 |          | RS:X (Techno 293 Class.) | Junior      | 2008 VM i Formentera, Spanien                                                     |
| 2007 |          | RS:X (Techno 293 Class.) | Junior      | 2008 RS:X EM i Cádiz, Spanien                                                     |
| 2006 |          | RS:X (Techno 293 Class.) | Ungdom      | 2006 RS:X Franska nationella mästerskap i Bandol, Frankrike                       |